# Vijfheerenlanden
Vijfheerenlanden – miasto i gmina w prowincji Utrecht, w Holandii. Według danych na rok 2021 miasto zamieszkuje 57 829 osób, a gęstość zaludnienia wynosi 395 os./km².

## Klimat
Klimat jest umiarkowany. Średnia temperatura wynosi 8 °C. Najcieplejszym miesiącem jest lipiec (17 °C), a najzimniejszym miesiącem jest luty (–2 °C).